# Engey
Pour les articles homonymes, voir Engey.
Engey est une île du sud-ouest de l'Islande rattachée administrativement à Reykjavíkurborg, municipalité de la « région capitale » (Höfuðborgarsvæðið).

## Toponymie
Le nom de l'île est constitué des éléments vieux norrois eng « pré » et ey « île ». Son nom provient probablement de ses prairies, utilisées jadis pour la fenaison.

## Géographie

Localisation d'Engey dans le Kollafjörður.

L'île est située dans la baie Faxa, à quelques centaines de mètres au nord de Miðborg, district du centre-ville de Reykjavik, et à deux kilomètres à l'ouest de l'île de Viðey,. Engey est la deuxième plus grande île du Kollafjörður.

## Description
Il s'agit d'une île inhabitée d'une superficie de 40,1 ha. Elle mesure 1,7 km de long et 400 m de large. Le terrain d'Engey est plat. Le point le plus élevé de l'île est à 15 mètres au dessus du niveau de la mer.

## Histoire
Engey est mentionnée au XIIIe siècle dans deux sagas islandaises : la Saga des Sturlungar et la Njáls saga. La première église de l'île est consacrée en 1379.
Un phare est construit sur l'île au début du XXe siècle.
Les derniers habitants d'Engey ont quitté l'île vers 1950.

## Personnalités liées à Engey
- Þormóður Torfason (1636–1719), historien islandais, né à Engey.